# 1560er
Portal Geschichte | Portal Biografien | Aktuelle Ereignisse | Jahreskalender | Tagesartikel

◄ |
15. Jh. |
16. Jahrhundert
| 17. Jh. | ►

◄ |
1530er |
1540er |
1550er |
1560er
| 1570er | 1580er | 1590er | ►

1560 |
1561 |
1562 |
1563 |
1564 |
1565 |
1566 |
1567 |
1568 |
1569

## Ereignisse
- 1562: Die katholisch-protestantischen Hugenottenkriege brechen in Frankreich aus.
- 1565: Die Stadt Rio de Janeiro, Brasilien, wird als São Sebastião do Rio de Janeiro von Portugiesen gegründet.
- 1565: Schlacht von Talikota zwischen dem Bündnis aus den islamischen Dekkan-Sultanaten und dem hinduistischen Königreich Vijayanagar.
- 1568: In der Schlacht von Heiligerlee besiegen niederländische Rebellen die Truppen des spanischen Statthalters.